# Tättinglöss
Tättinglöss (Ricinidae) är en familj av insekter. Tättinglöss ingår i ordningen djurlöss, klassen egentliga insekter, fylumet leddjur och riket djur.
Familjen innehåller bara släktet Ricinus.